# Porsche-Diesel Standard AP 218
Le Porsche-Diesel Standard AP 218 (souvent simplement appelé Standard AP) est un modèle de tracteur de Porsche-Diesel Motorenbau GmbH qui a été construit de 1958 à 1963. Selon la variante de performance, il s’agissait du modèle successeur direct de l’AP 18 ou de l’AP 22. Le tracteur était également disponible dans la version à voie étroite S.

## Description
Le Standard AP 218 est équipé d’un moteur Diesel deux cylindres à 4 temps refroidi par air d’une cylindrée de 1 644 cm³. L’alésage du cylindre est de 95 mm et la course du piston est de 116 mm. Ce moteur était déjà utilisé dans les modèles précédents et a subi une révision technique approfondie pour le Standard AP 18. Selon qu’un embrayage monodisque à sec ou un embrayage oléohydraulique était installé, Porsche-Diesel réglait la puissance à 20 ou 22 ch. La boîte de vitesses provient de Getrag ou ZF et possède cinq vitesses avant et une marche arrière.
Un essieu avant coudé et réglable en longueur était standard. L’équipement spécial comprenait une poulie à clipser pour la prise de force, des poids supplémentaires pour le capot et les roues arrière, une ensileuse et un relevage électrique avec attelage trois-points et un réducteur.